# Rubiataba (kommun)
Rubiataba är en kommun i Brasilien.   Den ligger i delstaten Goiás, i den centrala delen av landet, 220 km väster om huvudstaden Brasília. Antalet invånare är 18 848.
Följande samhällen finns i Rubiataba:
- Rubiataba

Omgivningarna runt Rubiataba är huvudsakligen savann. Runt Rubiataba är det ganska glesbefolkat, med 30 invånare per kvadratkilometer.